# Ratpenat nassut de Peters
El ratpenat nassut de Peters (Harpiola grisea) és una espècie de ratpenat de la família dels vespertiliònids. És endèmic de l'Índia. Habita els boscos densos montans. Està amenaçat per la desforestació.